# Budynek Poczty w Goleniowie
Budynek Poczty – budynek z końca XIX w. znajdujący się w Goleniowie, zbudowany z czerwonej cegły  

## Historia
Budynek został zbudowany w latach 1896–1898 przez administrację pruską. Przed I wojną światową znajdowała się tutaj Poczta Cesarska. Do dzisiaj nie zmienił swojego przeznaczenia. Na parterze budynku przy skrzyżowaniu ul. Konstytucji 3 Maja i Pocztowej znajdują się pomieszczenia Poczty Polskiej, na pierwszym piętrze urządzenia Telekomunikacji Polskiej, na drugim – mieszkania służbowe. Na przyległym do budynku terenie znajduje się również wieża telekomunikacyjna.